# Kostel Nejsvětější Trojice (Ústí-Střekov)
Římskokatolický farní kostel Nejsvětější Trojice v Ústí nad Labem-Střekově je novobarokní sakrální stavba stojící nad Žukovovou ulicí, v rozštěpu mezi ní a Jeseninovou ulicí. Od konce 80. let 20. století ho při pohledu z centra města zakrývá panelový dům.

## Historie

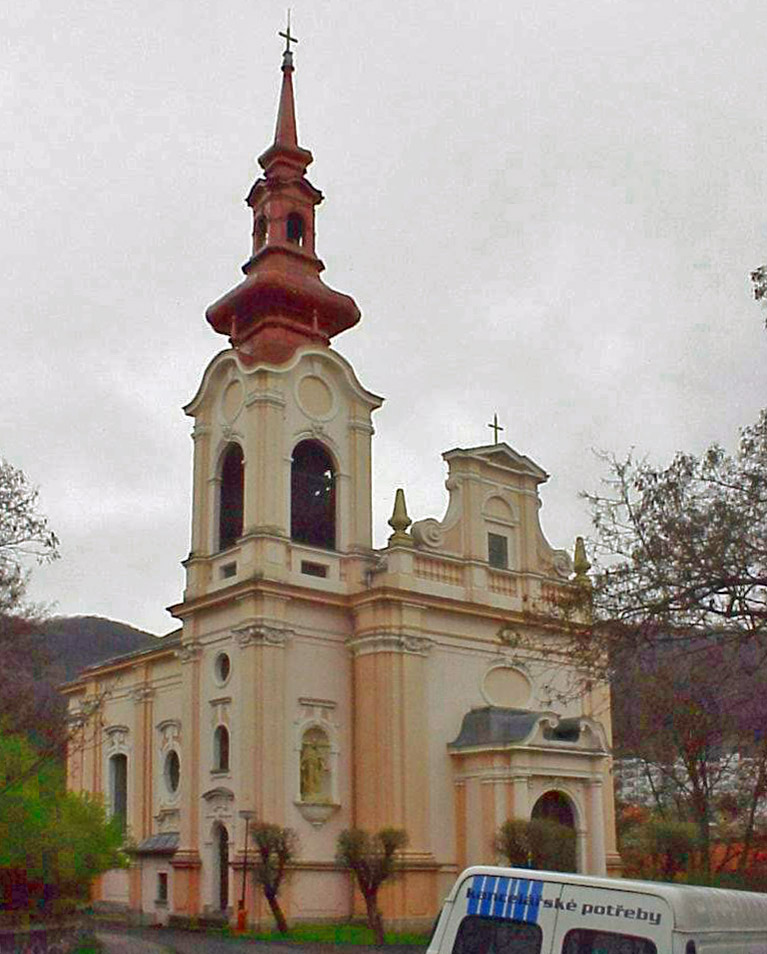
Pohled na střekovský kostel Nejsvětější Trojice ze silnice

Stavba kostela byla určena pro rozrůstající se obec Novosedlice-Kramoly byl postaven s podporou majitele někdejší největší továrny na zpracování tuků v Evropě v letech 1901–1903. Základní kámen byl položen 19. května 1901. Kostel byl vysvěcen 1. července 1903. Projekt v novobarokním slohu vypracoval teplický architekt Max von Loos. Ve věži byl jako dar města Ústí nad Labem zavěšen zvon z tamního kostela sv. Materny, zbořeného roku 1896. Firma Georg Schicht přenesla své sídlo na pomezí Novosedlic, Kramol a Střekova, do blízkosti železniční stanice Rakouské severozápadní dráhy, počátkem 80. let 19. století. Způsobila bouřlivý rozvoj všech tří (po sloučení Novosedlic a Kramol dvou) obcí, který vedl i ke zřízení samostatné katolické fary.
Od roku 1922 byly všechny spojeny pod jménem Střekov a staly se nejlidnatější vesnicí tehdejšího Československa. Roku 1936 byla obec povýšena na město a k 1. lednu 1939 připojena k Ústí nad Labem.
Kostel přestál bez větších škod bombardování na konci II. světové války. Po jejím skončení postupně silně zchátral. Velkou opravou prošel na konci 90. let 20. století. Ve 21. století plní farní funkci pravobřežní části města i přilehlé obce.

## Architektura
Jednolodní kostel s obdélným odsazeným presbytářem, zakončeným trojbokou apsidou, orientovaným k severu. Má valenou klenbu. Věž přiléhá k jihozápadnímu rohu lodě. Vnější plastická výzdoba (včetně soch) byla provedena z umělého kamene, který velmi špatně odolává agresivnímu ovzduší v blízkosti chemické výroby. Zcela se tak rozpadla velká socha Krista, která stávala nad hlavním vstupním portálem. Vnitřní zařízení je soudobé, novobarokní.